# Эстонский национальный музей

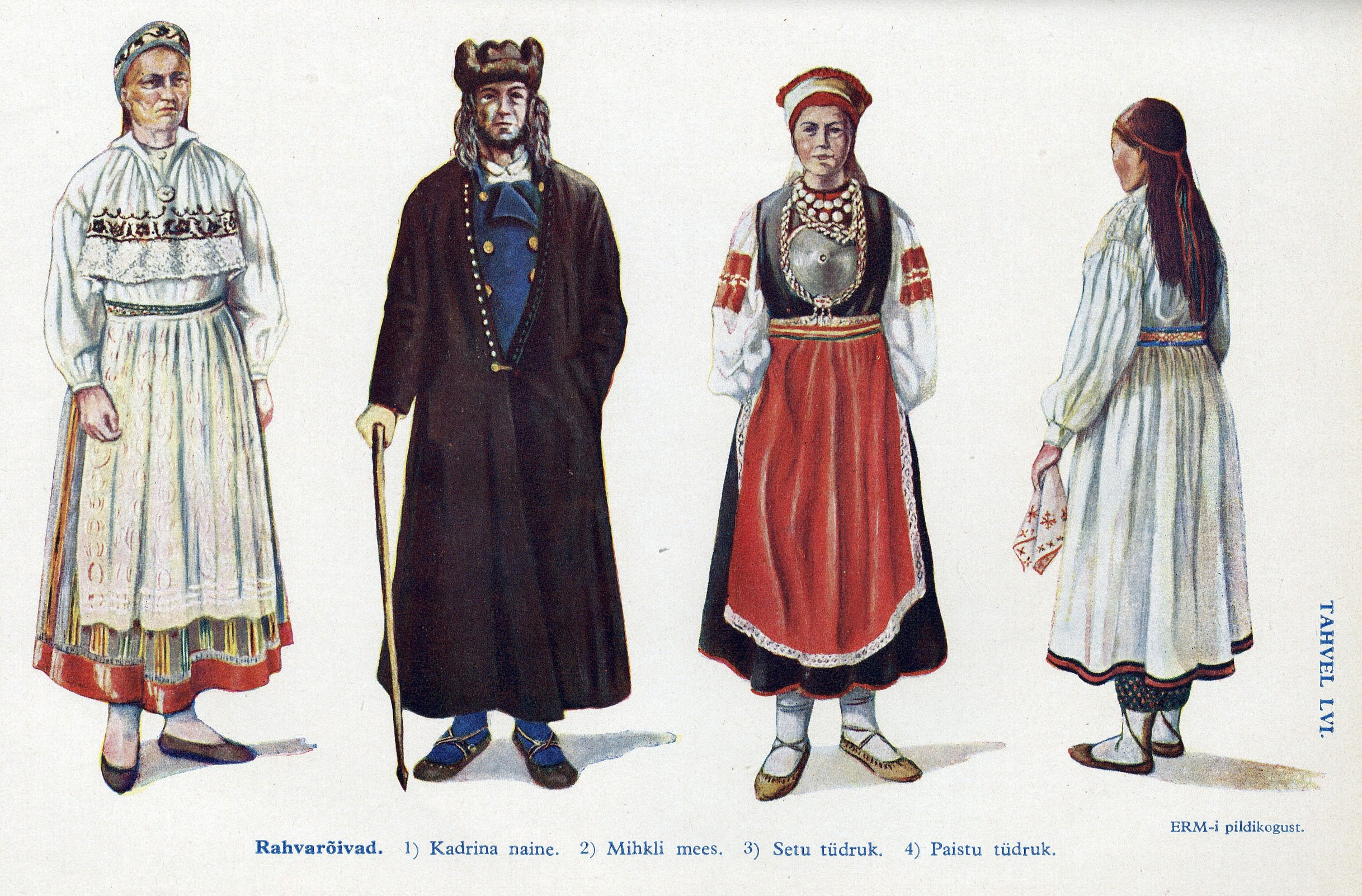
Эстонские национальные костюмы:
1. Кадрина. 2. Михкли. 3. Сето. 4. Пайсту.

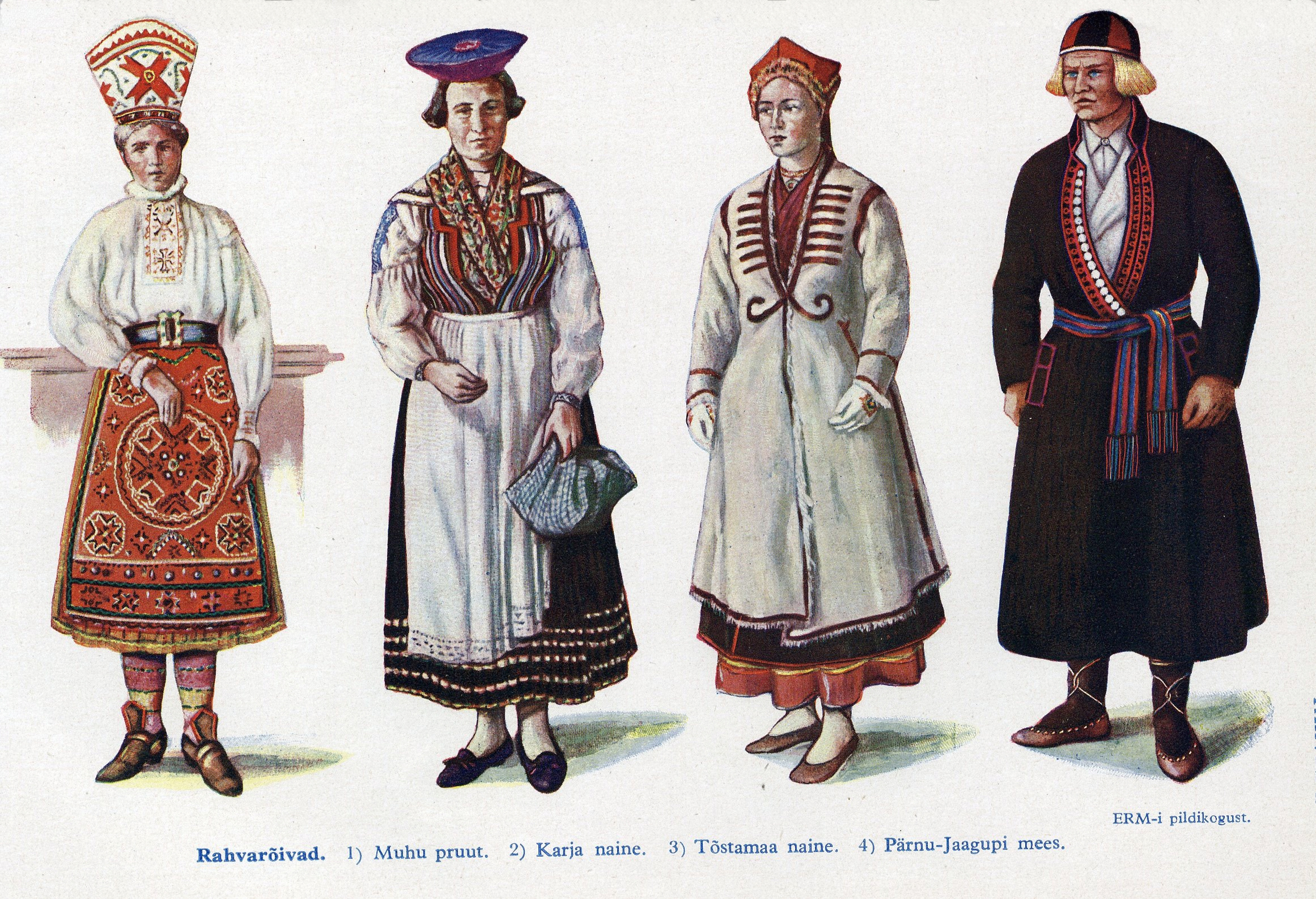
Эстонские национальные костюмы::
5. Муху. 6. Карья. 7. Тыстамаа. 8. Пярну-Яагупи.

Эстонский национальный музей (эст. Eesti Rahva Muuseum) — собрание этнографических, культурных артефактов, предметов народного творчества местной культуры. Расположен в городе Тарту, Эстония. Основан в 1909 году. Является музеем, посвящённым фольклорному наследию Якоба Хурта, этнографии Эстонии и народному творчеству. Первые экземпляры для музея были собраны во второй половине XIX века.
В музее прослежены история, жизнь и традиции эстонского и других финно-угорских народов, а также национальных меньшинств Эстонии. Там представлена полная коллекция традиционных эстонских национальных костюмов со всех регионов. Коллекция резных деревянных кружек для пива иллюстрирует традиционные крестьянские праздники и выходные. Выставка включает целый ряд других ремесленных изделий от ковров ручной работы до льняных скатертей.
Основное здание музея было разрушено в Тартуской операции во время Второй мировой войны. В 2005 году Министерство культуры Эстонии и Союз эстонских архитекторов объявили вместе с музеем конкурс на создание нового здания Эстонского национального музея. Победил проект международной ассоциации архитекторов с работой Поле памяти. Открытие нового здания музея состоялось в 2016 году.

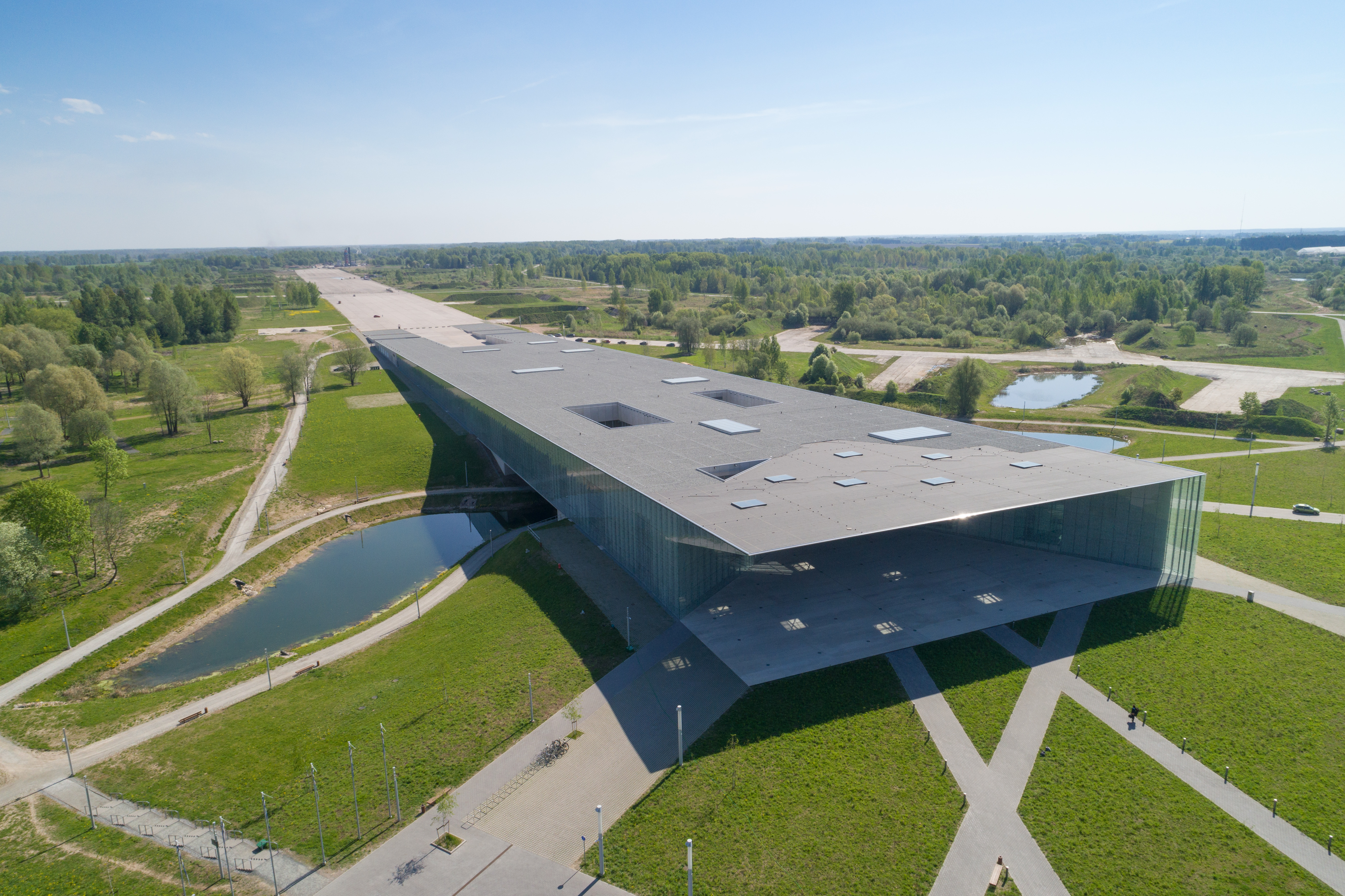
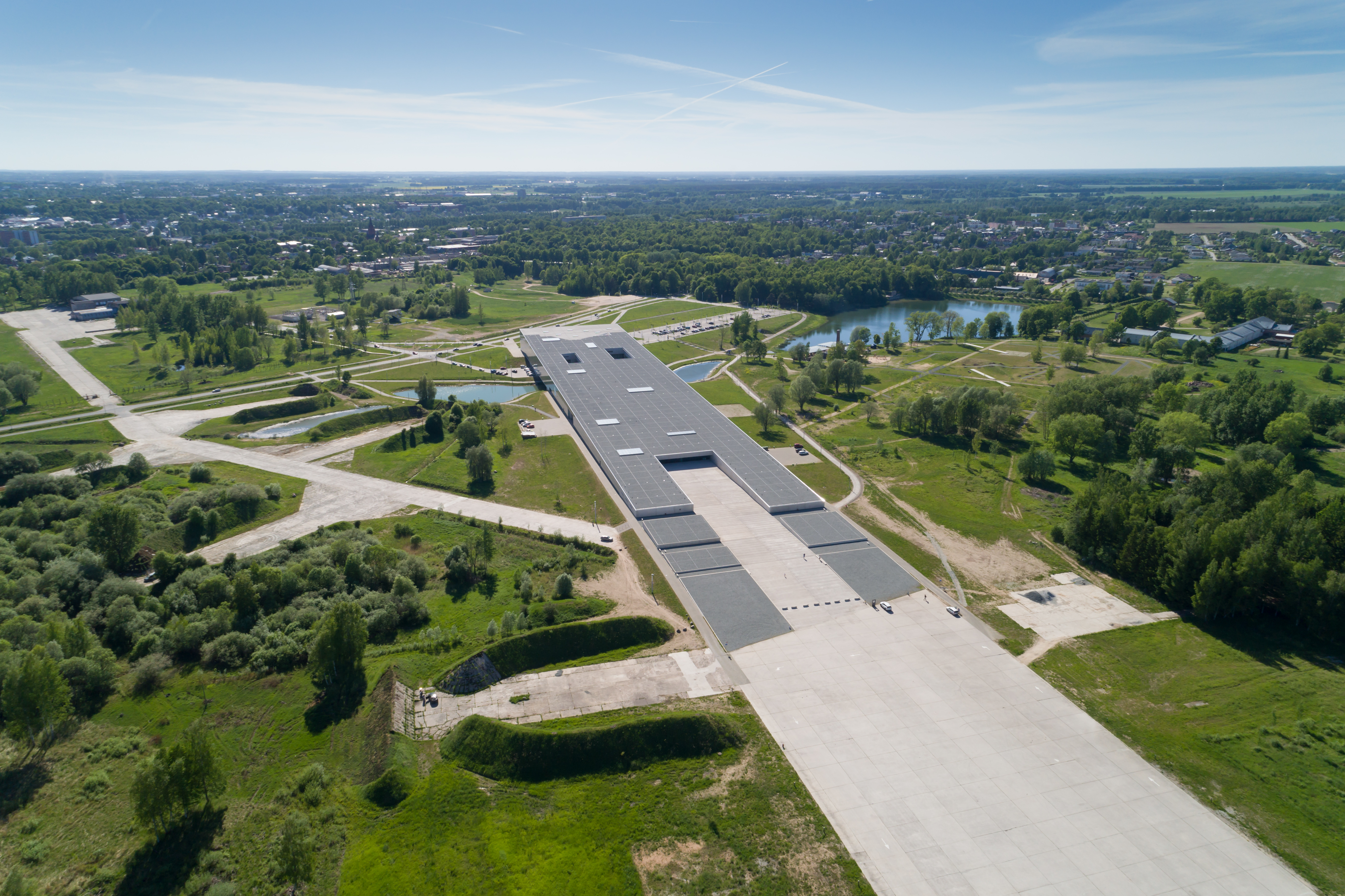
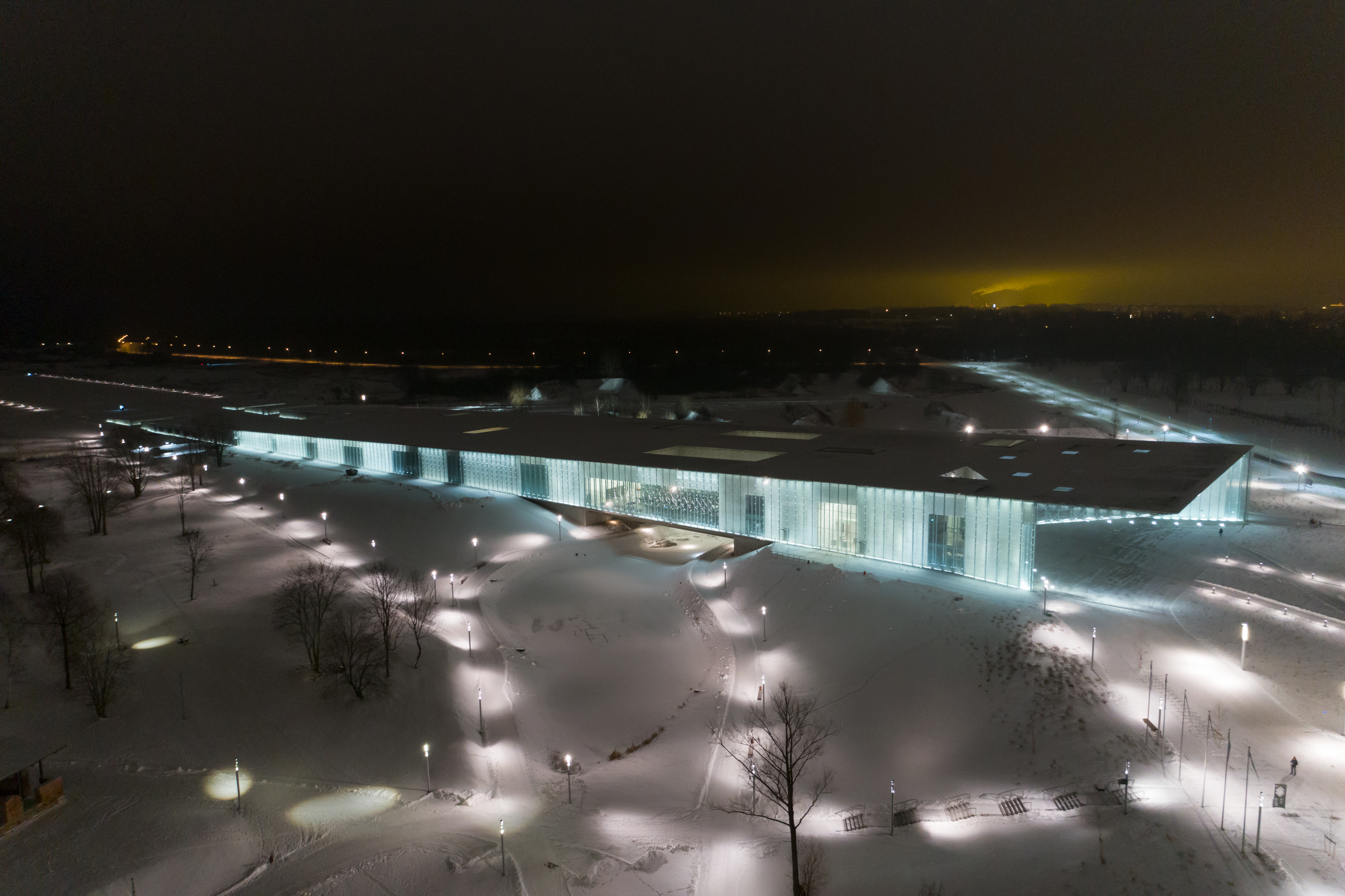
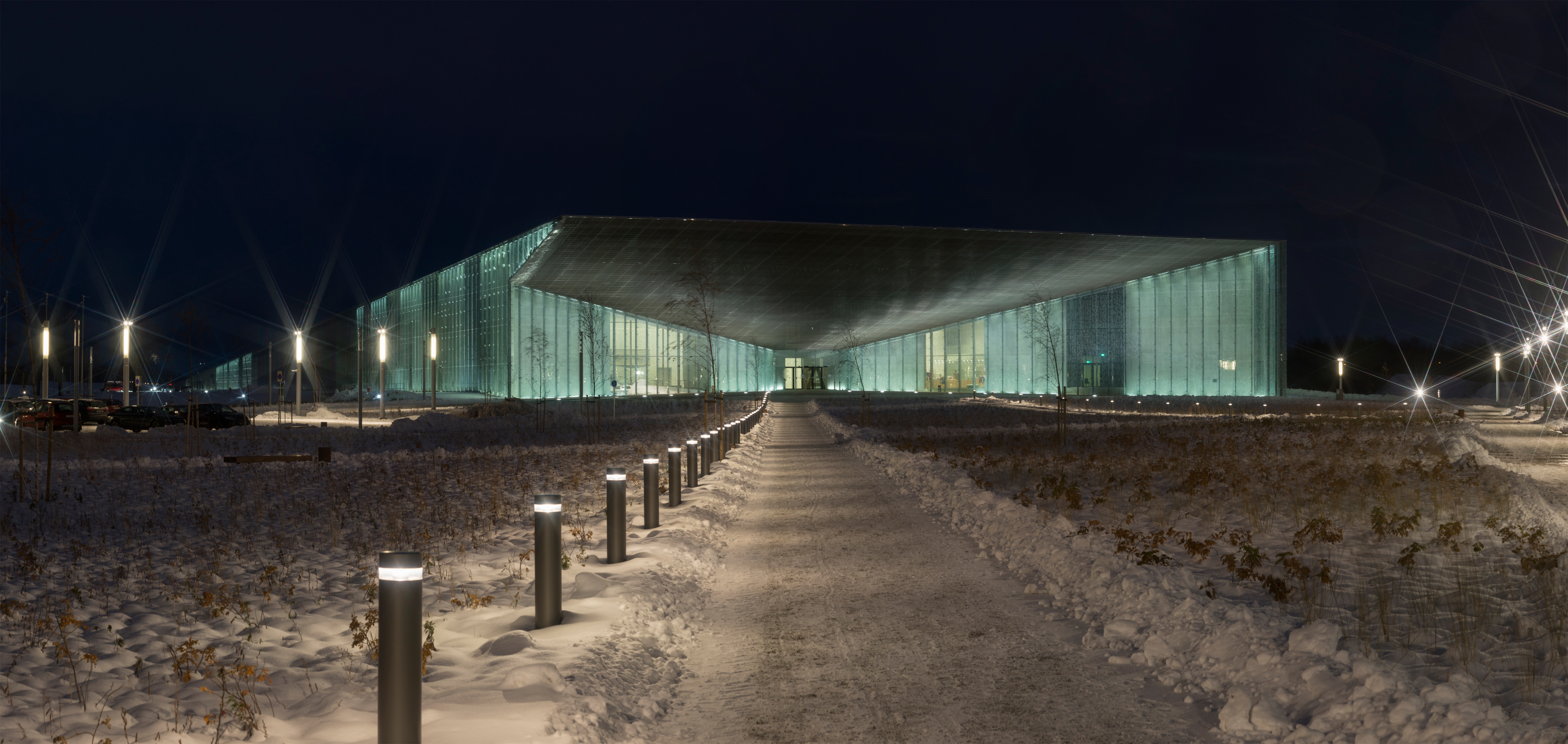
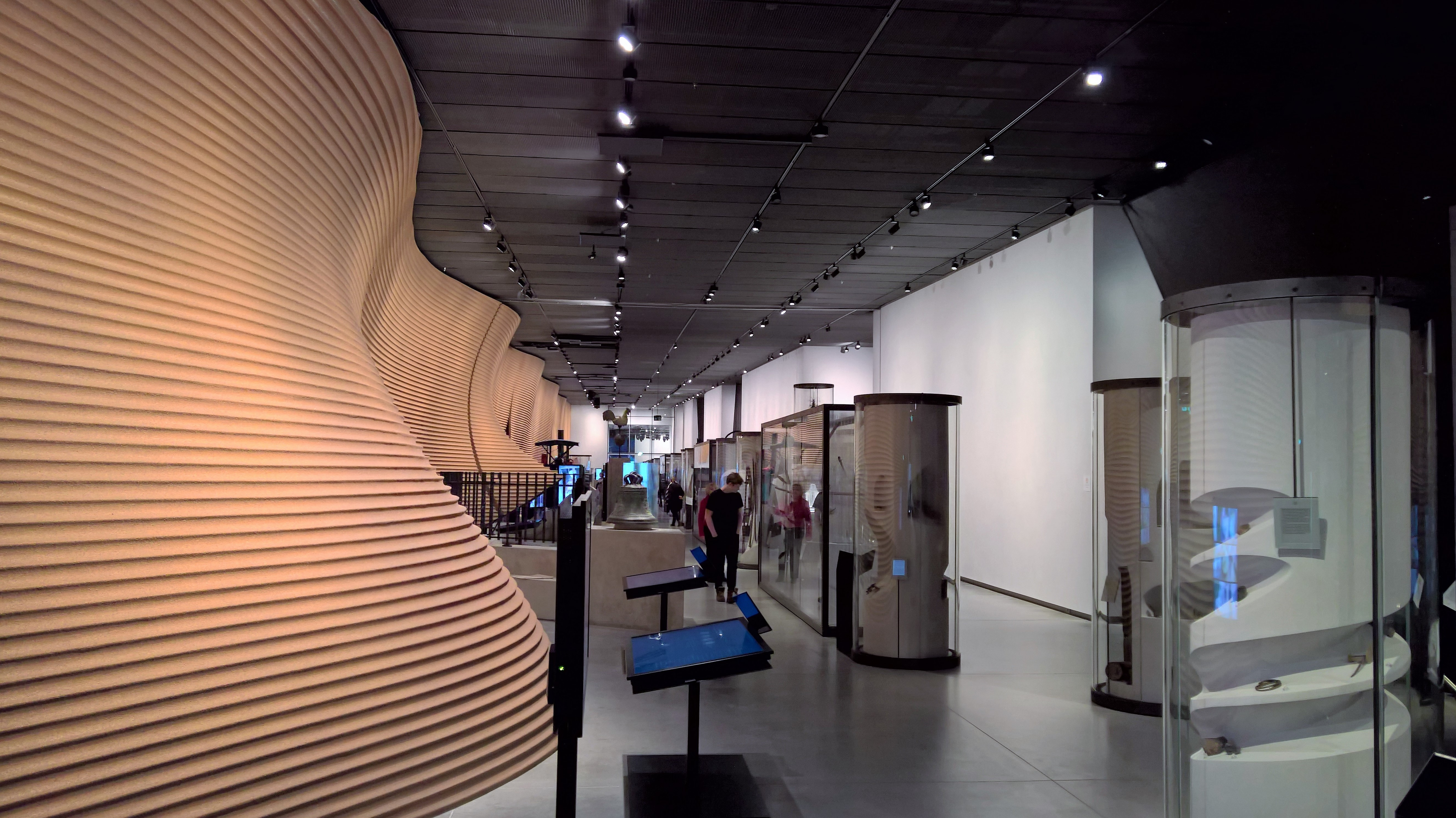
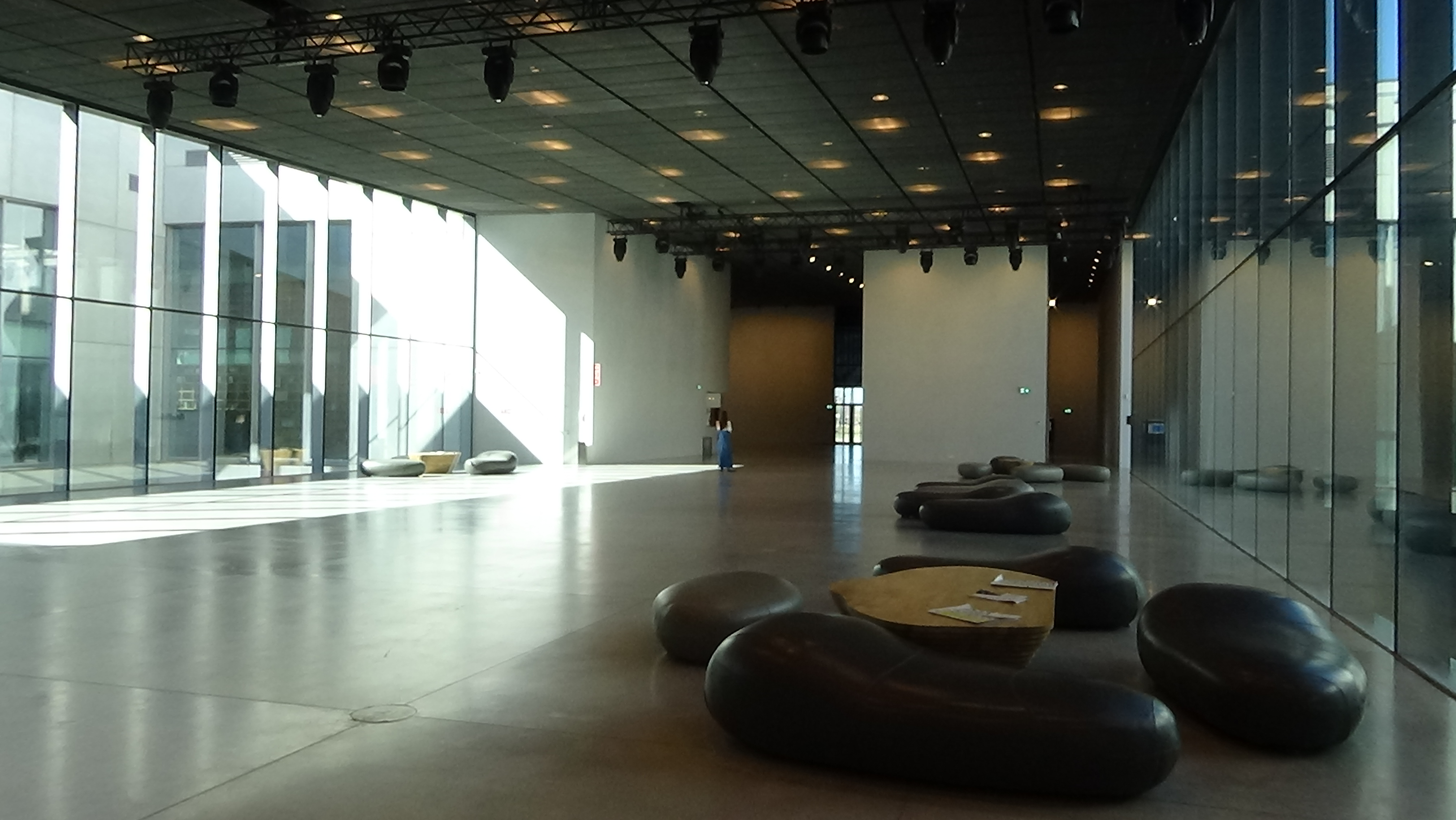
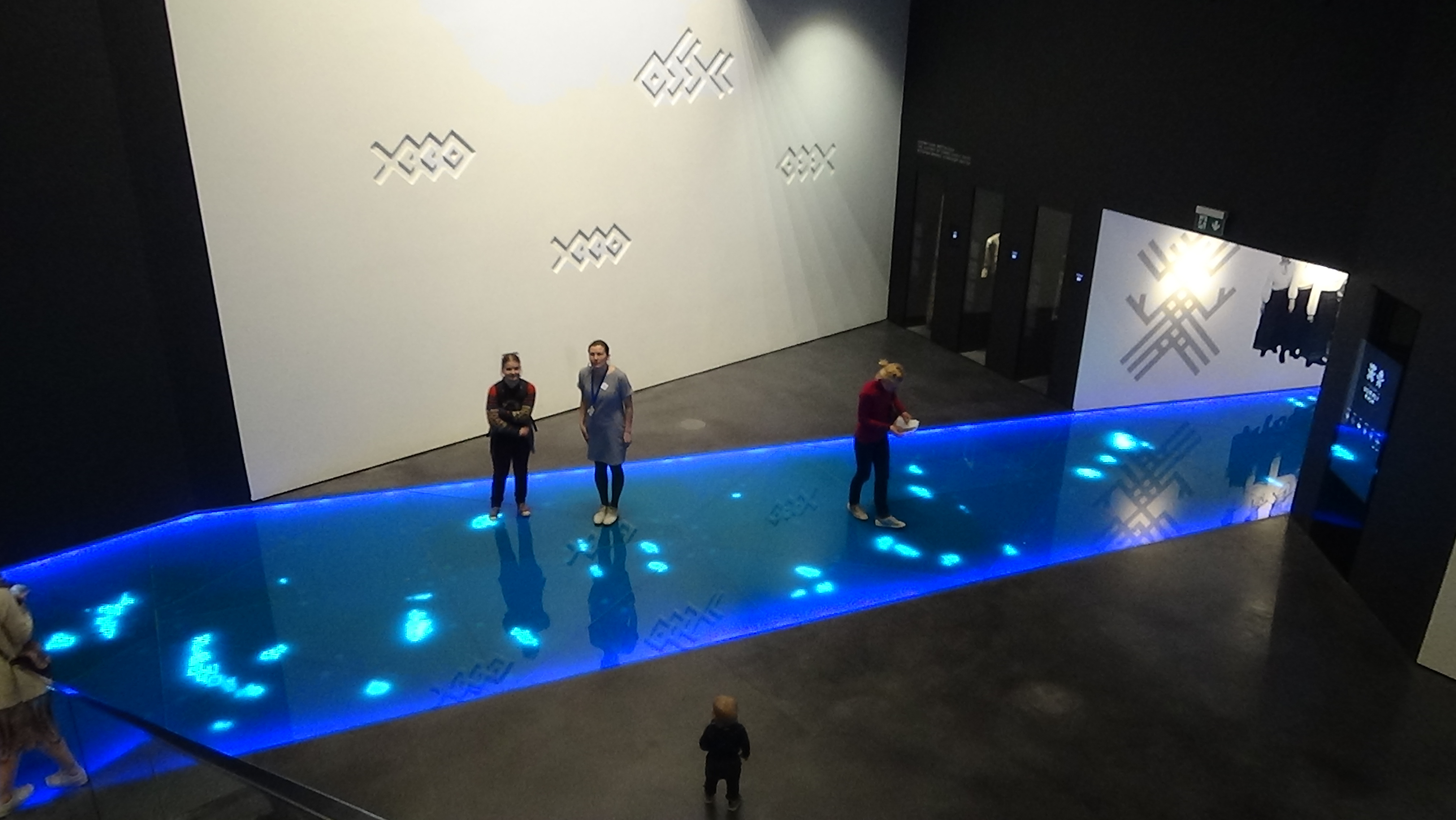
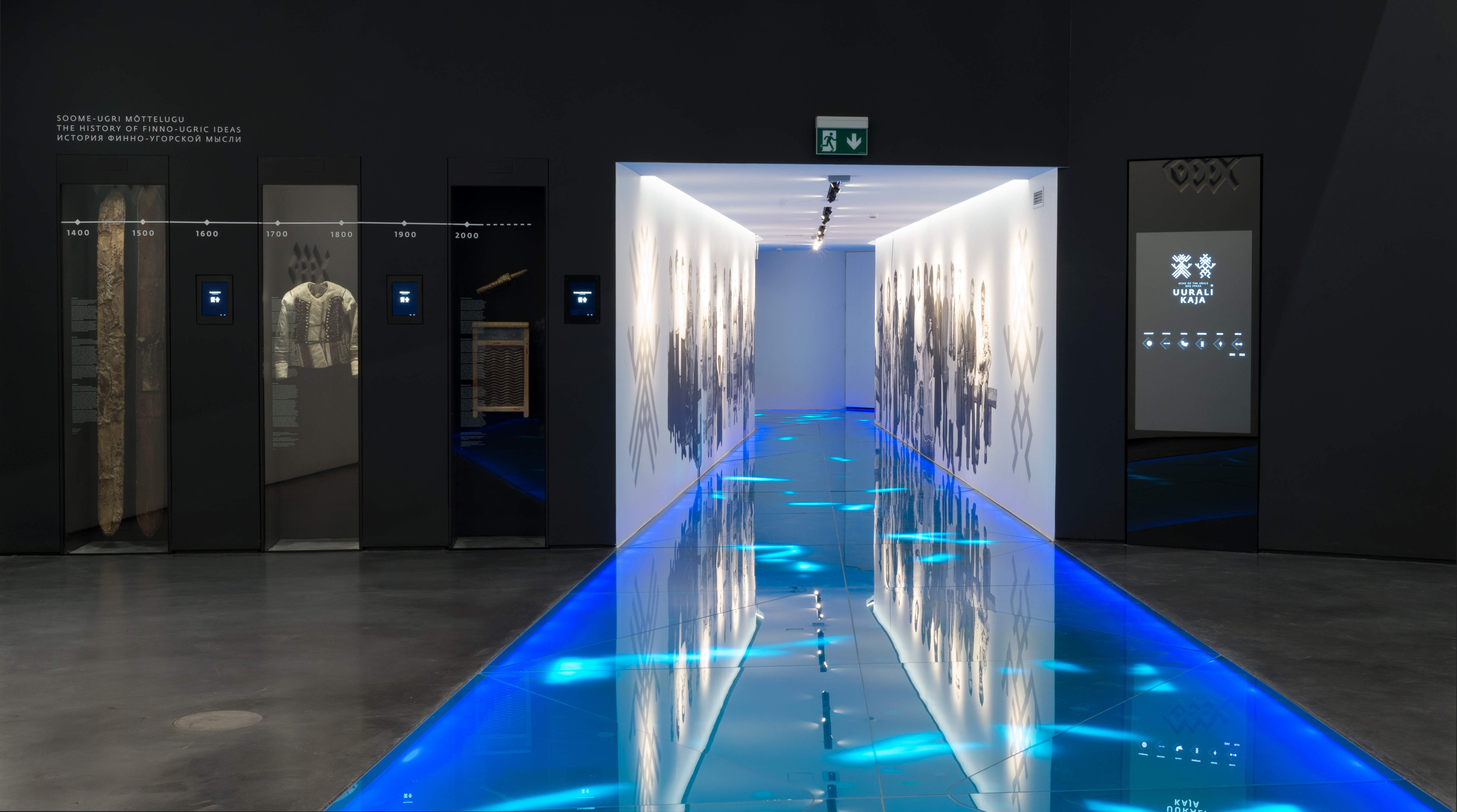
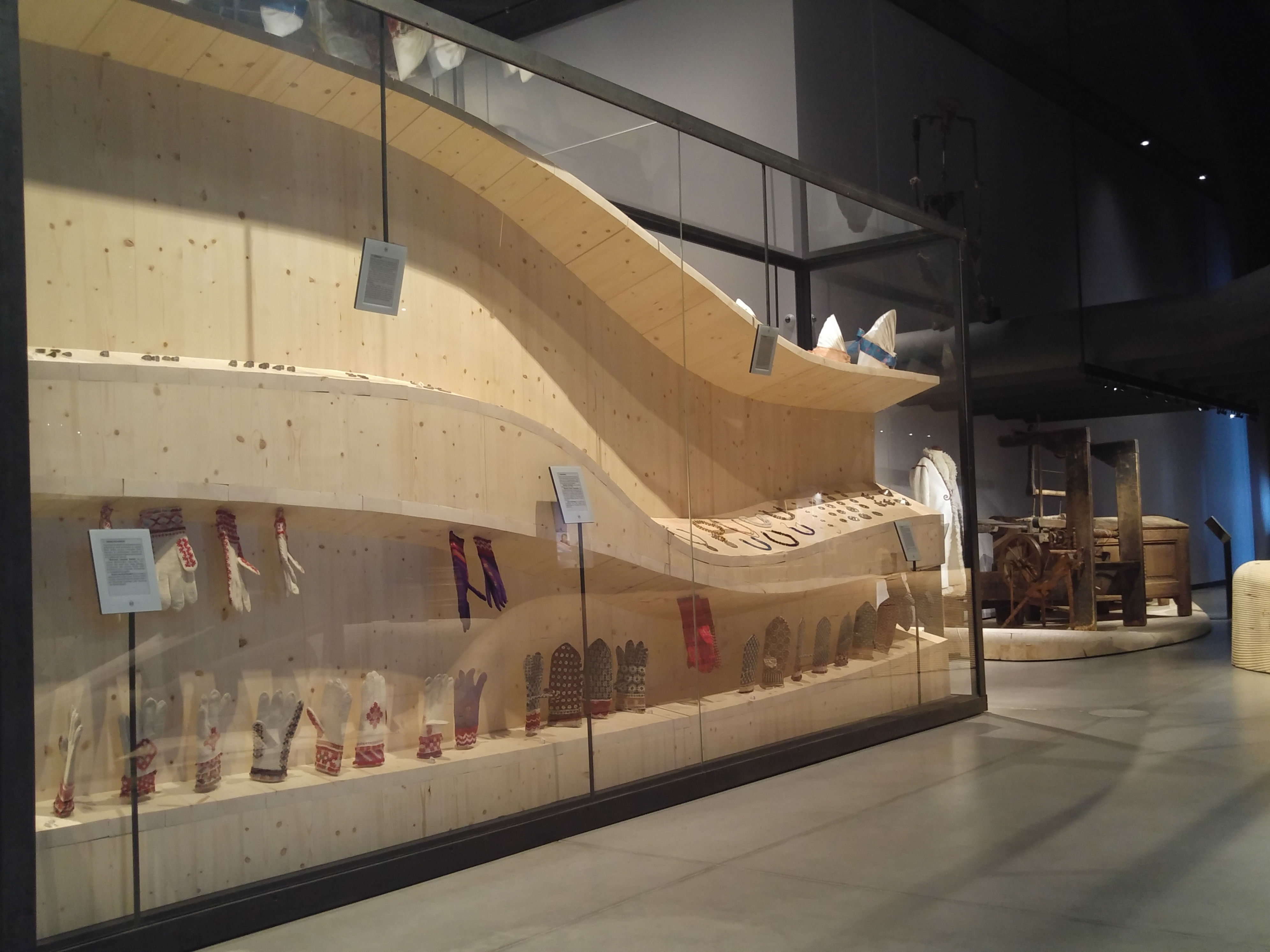
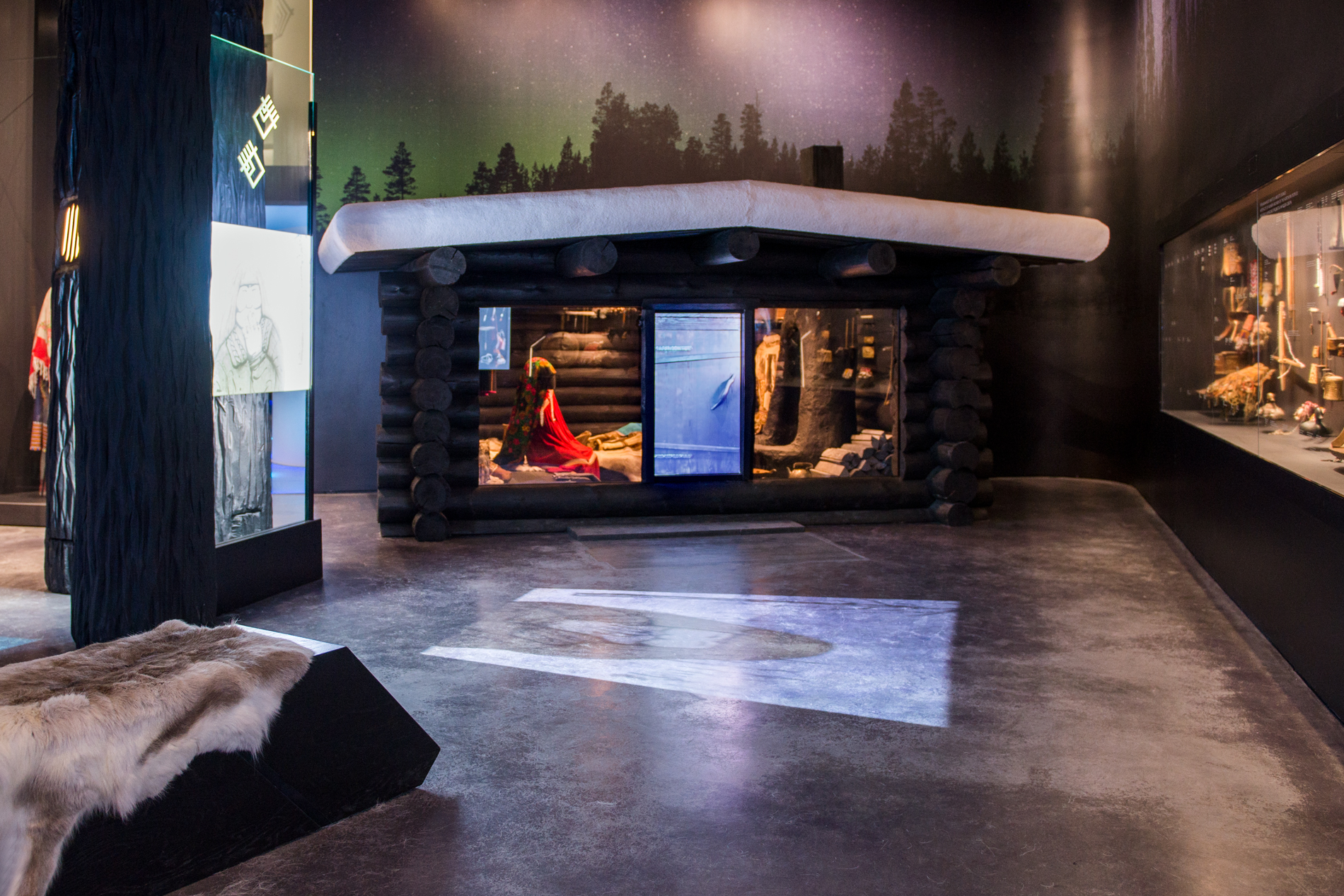
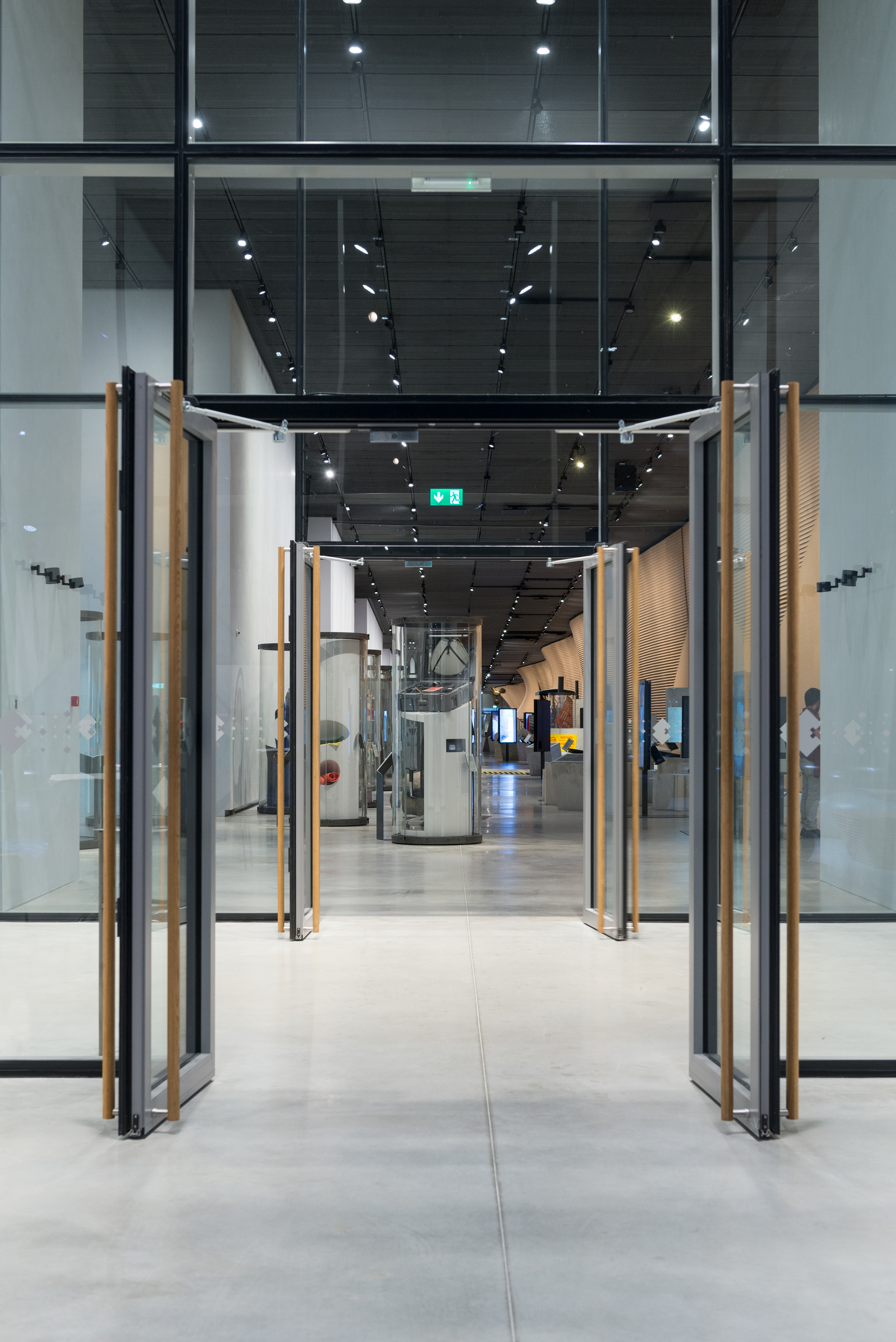
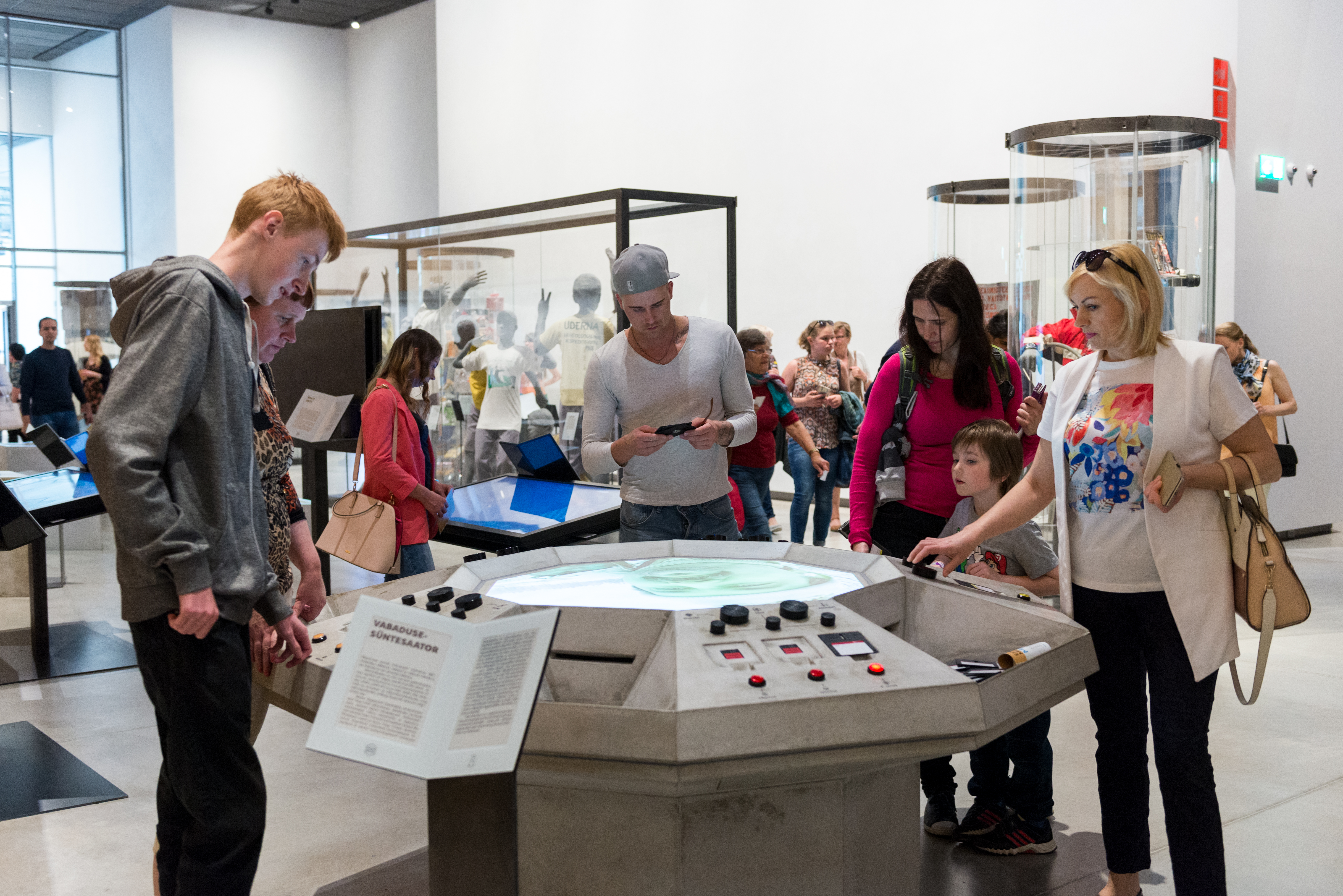
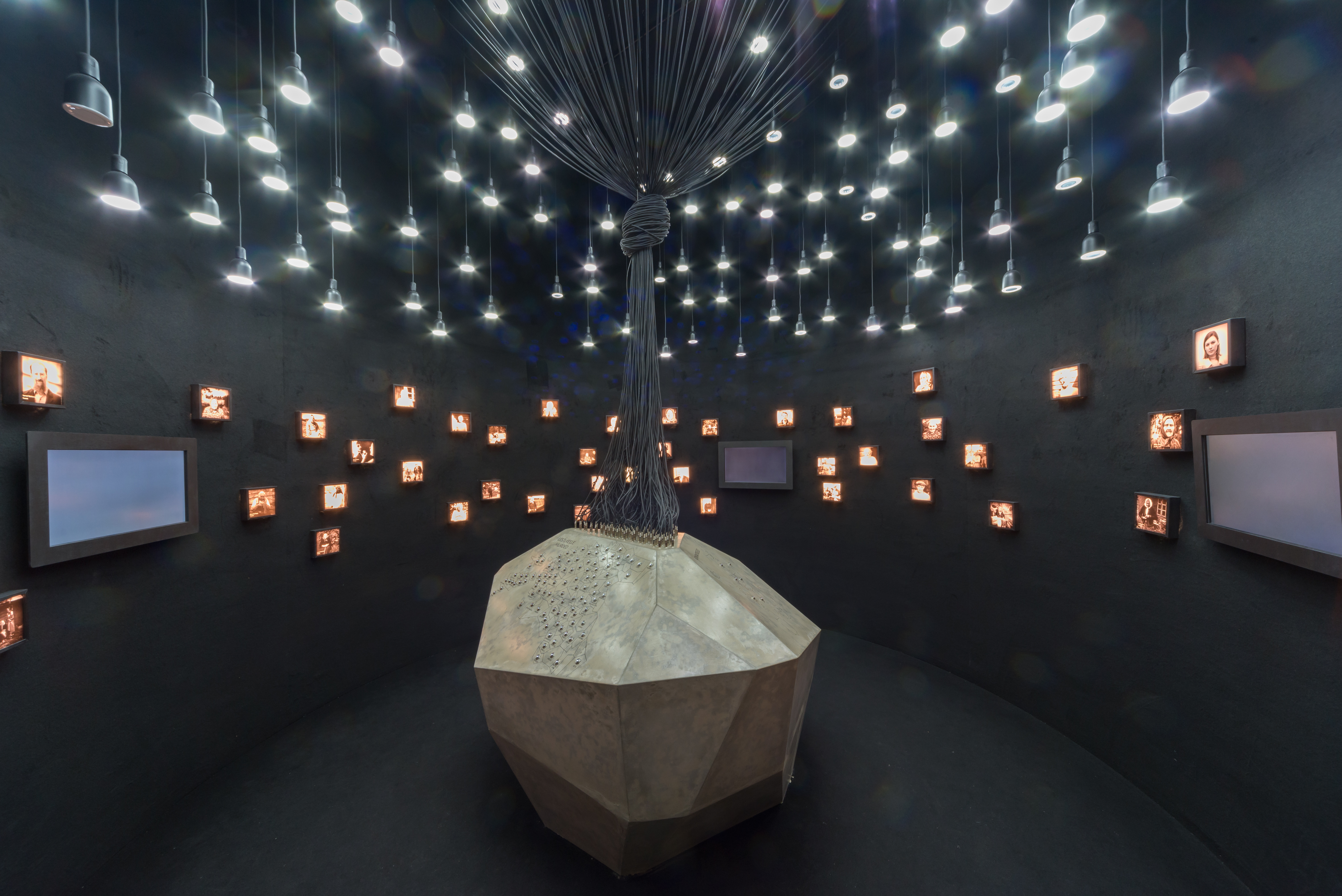
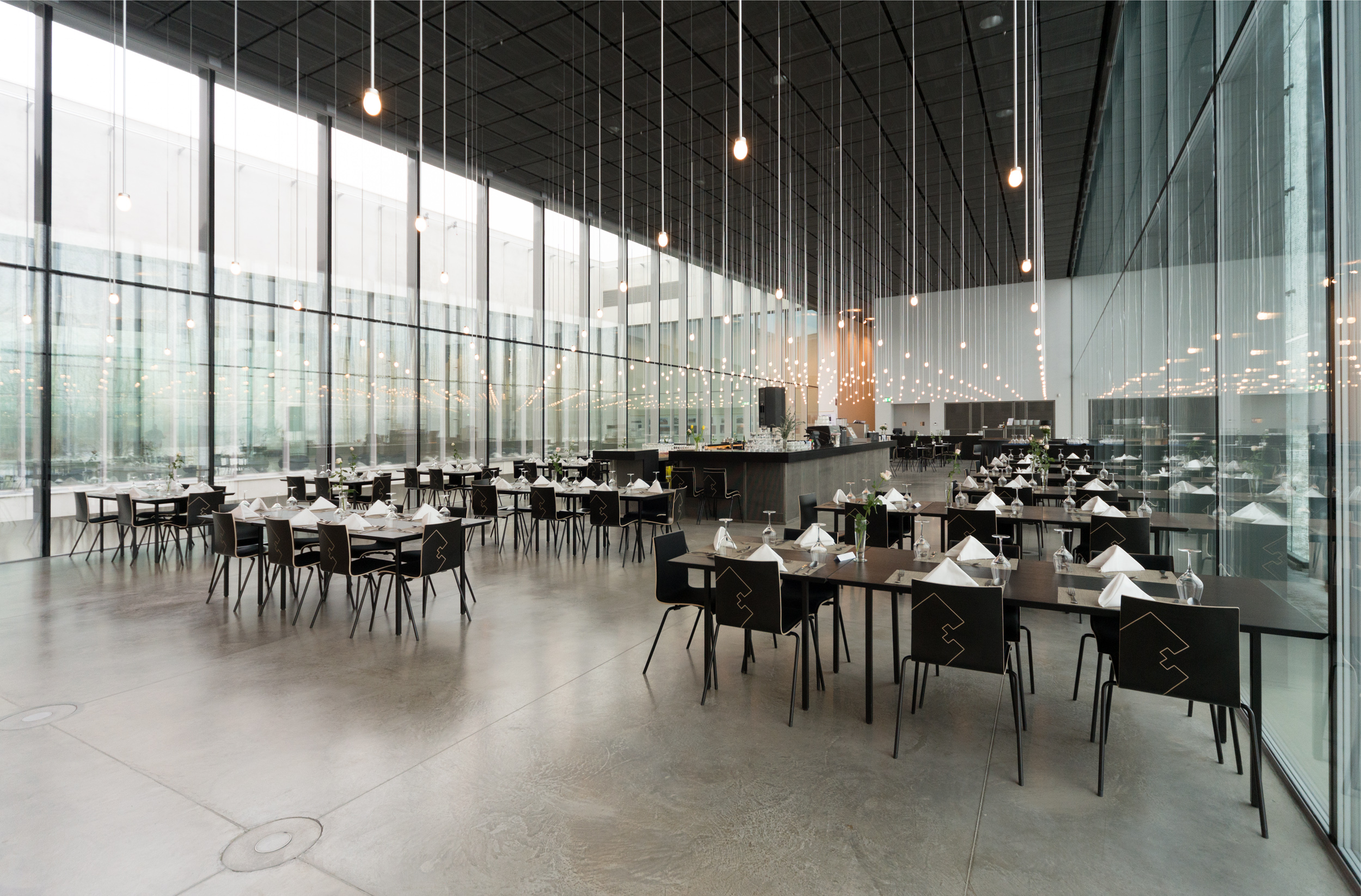